# Решетник, Иван Семёнович
Иван Семёнович Решетник (1924—1968) — подполковник Советской Армии, участник Великой Отечественной войны, Герой Советского Союза (1943).

## Биография
Иван Решетник родился в селе Ново-Троицкое (ныне — Мактааральский район Южно-Казахстанской области Казахстана). С раннего возраста проживал в селе Ленинское Узгенского района Ошской области Киргизской ССР, окончил неполную среднюю школу, учился в сельхозтехникуме. В августе 1942 года Решетник был призван на службу в Рабоче-крестьянскую Красную Армию. В 1943 году он окончил Туркестанское пулемётное училище. С июня того же года — на фронтах Великой Отечественной войны. В боях был ранен.
К сентябрю 1943 года лейтенант Иван Решетник командовал пулемётным взводом 957-го стрелкового полка 309-й стрелковой дивизии 40-й армии Воронежского фронта. Отличился во время битвы за Днепр. В ночь с 23 на 24 сентября 1943 года взвод Решетника переправился через Днепр в районе села Балыко-Щучинка Кагарлыкского района Киевской области Украинской ССР и захватил плацдарм на его западном берегу, после чего успешно удержал его до переправы основных сил. В тех боях Решетник получил тяжёлое ранение.
Указом Президиума Верховного Совета СССР от 23 октября 1943 года за «мужество и героизм, проявленные при форсировании Днепра и в боях на Днепровском плацдарме» лейтенант Иван Решетник был удостоен высокого звания Героя Советского Союза с вручением ордена Ленина и медали «Золотая Звезда» за номером 4784.
После излечения Решетник служил в тыловых частях. Когда окончилась война, продолжил службу в Советской Армии. В 1967 году в звании подполковника Решетник вышел в отставку. Проживал в городе Лермонтов Ставропольского края. Умер после тяжёлой болезни 14 декабря 1968 года, похоронен на городском кладбище Лермонтова.
В честь Решетника названа улица в Лермонтове.
Был также награждён орденами Красной Звезды и «Знак Почета», рядом медалей.